# Roter Goral
Der Rote Goral (Naemorhedus baileyi) ist eine Paarhuferart aus der Gruppe der Ziegenartigen (Caprinae). Er wurde von F. M. Bailey entdeckt. Der Tibetanische Goral (Naemorhedus cranbrooki) galt teilweise als identisch mit dem Roten Goral, stellt aber eine eigenständige Art dar.

## Merkmale
Rote Gorale sind ziegenähnliche Tiere und die kleinsten Gorale. Sie erreichen eine Kopfrumpflänge von rund 100 Zentimetern und ein Gewicht von 20 bis 30 Kilogramm. Ihr Fell ist rötlich-braun gefärbt, im Winter wird es deutlich länger und rötlicher. Der Bauch ist heller und entlang des Rückens verläuft ein dunkler Aalstrich. Beide Geschlechter tragen nach hinten gebogene Hörner, die rund 8 bis 16 Zentimeter lang werden.

## Verbreitung und Lebensraum

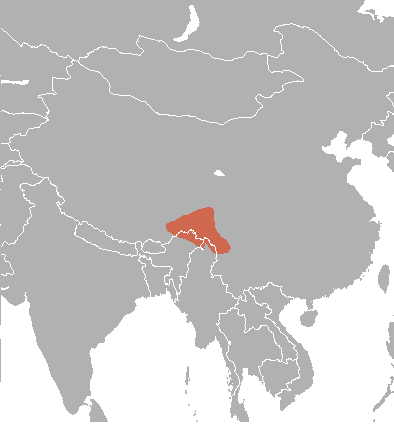
Verbreitungsgebiet des Roten Gorals

Rote Gorale bewohnen ein kleines Gebiet in der Grenzregion von China (Südost-Tibet und Nordwest-Yunnan), Indien (Arunachal Pradesh) und Myanmar (Kachin-Staat). Ihr Lebensraum sind vorwiegend mit Nadelwäldern bestandene Gebiete in 2000 bis 4500 Meter Höhe.

## Lebensweise
Rote Gorale sind tagaktiv, sie gehen aber vorwiegend am Morgen und am Abend auf Nahrungssuche. Sie sind ausgezeichnete Kletterer und kommen auch mit zerklüftetem Terrain zurecht. Im Sommer leben sie oft über der Baumgrenze, im Winter steigen sie in tiefere Regionen hinunter. Sie leben vorwiegend einzelgängerisch, nur manchmal sind sie in kleinen Gruppen von bis zu 3 Tieren zu finden.
Ihre Nahrung setzt sich aus Flechten, Gräsern, Zweigen und Blättern zusammen.
Die Paarung erfolgt meist im Dezember, nach einer rund sechsmonatigen Tragzeit bringt das Weibchen im Juni oder Juli meist ein einzelnes Jungtier zur Welt. Dieses wird mit rund 3,5 Monaten entwöhnt und wird mit 1,5 bis 3 Jahren geschlechtsreif.

## Bedrohung
Waldrodungen und die damit verbundene Zerstörung ihres Lebensraumes und die Bejagung stellen die Hauptbedrohung für die Art dar. Es gibt einige Schutzgebiete, etwa der Hkakabo-Razi-Nationalpark in Myanmar und mehrere in China. Die IUCN listet die Art als gefährdet (vulnerable).